# Magyarországi Evangélikus Egyház
A Magyarországi Evangélikus Egyház a négy nagy magyarországi történelmi egyház egyike. Bejegyzett egyházként működik. A Magyarországi Református Egyház után a második legnagyobb magyarországi protestáns egyház. Luther Márton és az Ágostai hitvallás (augsburgi hitvallás, latinul: Confessio Augustana) tanait követi, a XX. századig gyakran ágostai hitvallású evangélikus egyháznak, esetleg lutheránus egyháznak is nevezték. Az egyház népét három nemzetiség alkotja (magyar, német, szlovák), egyházközségeiben ma is használja a nemzetiségi nyelveket igehirdetésben, liturgiában.

## Története

### Létrejöttének főbb motívumai
A Magyarországi Evangélikus Egyház létrejötte a 16. századi nyugat-európai reformációig nyúlik vissza. Eleinte Magyarországon Luther tanai domináltak, de hamar ismertté váltak Kálvin János és Ulrich Zwingli nézetei is, és a 16. század közepe felé a reformáció hívei már nagyrészt a Kálvin-féle tanítást követték. Az 1560-as években végül a német és a svájci reformáció hívei Magyarországon is két külön egyházzá alakultak.
Lásd bővebben A reformáció Magyarországon

## Elterjedése
A 2011. évi magyarországi népszámláláskor 215 093 fő (a népesség 2,2%-a) vallotta magát evangélikusnak. 2001-ben még a népesség 2,99%-a, 304 705 főnyi evangélikus volt az országban.

## Szervezeti felépítése
Az egyház szervezete négy igazgatási-önkormányzati szintre tagolódik: egyházközség, egyházmegye, egyházkerület, országos egyház. Az egyház legfelsőbb döntéshozó testülete a Zsinat. A Zsinatot a lelkészi és a nemlelkészi elnök vezeti, akiket a zsinat tagjai közül választanak meg. A legfontosabb, legalapvetőbb szervezeti egység az egyházközség. Mind a négy szervezeti szintnek több évszázados hagyománya van, a mai kerületi és megyei beosztás nagy mértékben magán viseli az 1952-es átalakítás nyomait. Mindegyik egyházszervezeti szint élén egy lelkészi elnök (lelkész, esperes, püspök), egy nemlelkészi elnök (felügyelő), egy tágabb testület (közgyűlés ill. zsinat), valamint általában egy szűkebb testület (presbitérium) áll. Jogorvoslati lehetőséget az egyházi bíróság biztosít a vezetői és testületi döntésekkel szemben. A tisztségviselőket és testületeket a gyülekezeti tagok, a gyülekezeti presbitériumok vagy az adott szervezeti szint közgyűlési tagjai választják, általában hat évre. Tehát a magyarországi evangélikus egyházszervezet alulról építkező jellegű, sok demokratikus elemmel bír. Fontos alapelv még a lelkészi és nemlelkészi vezetők, testületi tagok paritása, a legtöbb testületben egyenlő számban vannak képviselőik. Minden tisztségre nő is megválasztható, a fontosabb tisztségek közül erre eddig csak a püspöki és az országos felügyelői tisztség esetében nem volt példa.

### Az egyházközségek
A magyarországi evangélikusság 251 egyházközséget alkot, ez az egyház életének alapvető színtere. Egy egyházközséget lelkész, gyülekezeti felügyelő, presbitérium és más tisztségviselők (gondnok, pénztáros, jegyző, számvevőszéki tagok stb.) vezetnek. Őket az egyházközségi közgyűlés választja meg, ahol minden gyülekezeti tag szavazhat. A legfontosabb helyi kérdésekben (lelkészválasztás és gyülekezeti tisztújítás) az egyházközségi közgyűlés dönt, sok más ügyben (zárszámadás és költségvetés elfogadása, az egyházkerületi és az egyházmegyei elnökség megválasztása) a gyülekezeti presbitérium szavaz. Az egyházközségek elsősorban a tagjaik által befizetett egyházfenntartói járulékból és adományokból finanszírozzák működésüket, tartják fenn ingatlanjaikat és biztosítanak fizetést lelkészeiknek.
Egy egyházközség általában több település evangélikusait fogja össze. Annak a településnek a gyülekezetét, ahol az egyházközség központja található, anyagyülekezetnek nevezik. A többi település evangélikusai leánygyülekezetet (filiát), fiókgyülekezetet vagy szórványt alkotnak. Egyházközségek egyesülése esetén társult egyházközség jöhet létre, kettő vagy több társgyülekezettel.

### Az egyházmegyék
Az egyházközségek 17 egyházmegyét alkotnak. Területi beosztásuk nagyjából megfelel a közigazgatási megyéknek. Az egyházmegye elnökei az esperes és az egyházmegyei felügyelő, vezető testületei pedig az egyházmegyei közgyűlés és a héttagú presbitérium. Az egyházmegyéknek nincs rögzített székhelyük, az esperest a gyülekezetek presbitériumai választják az egyházmegye lelkészei közül, aki ezt követően is addigi gyülekezete lelkésze marad.

### Az egyházkerületek
A gyülekezetek három egyházkerületet alkotnak. Ebből kettőnek a székhelye Budapesten található. A kerület élén a püspök, az egyházkerületi felügyelő és a kerületi közgyűlés áll.
- Déli evangélikus egyházkerület

Székhelye: Budapest (Pest)
Püspöke: Kondor Péter
Egyházkerületi felügyelője: Font Sándor
Egyházmegyéi: Bács-Kiskun Egyházmegye, Kelet-Békési Egyházmegye, Nyugat-Békési Egyházmegye, Pesti Egyházmegye, Tolna-Baranyai Egyházmegye
Egyházközségek száma: 65
A Déli kerületben a Kelet és Nyugat Békési és Pesti egyházmegyékben találhatóak a szlovák anyanyelvű, illetve gyökerű gyülekezetek, a Tolna-Baranyai-ban a német-ajkúak.
- Északi evangélikus egyházkerület

Székhelye: Budapest (Buda)
Püspöke: Fabiny Tamás
Egyházkerületi felügyelője: Fábri György
Egyházmegyéi: Borsod-Hevesi Egyházmegye, Budai Egyházmegye, Dél-Pest Megyei Egyházmegye, Észak-Pest Megyei Egyházmegye, Hajdú-Szabolcsi Egyházmegye, Nógrádi Egyházmegye
Egyházközségek száma: 79
Az Északi kerületben a Dél és Észak Pesti, a Nógrádi egyházmegyékben találhatóak a szlovák közösségek.
- Nyugati (Dunántúli) evangélikus egyházkerület

Székhelye: Győr
Püspöke: Szemerei János
Egyházkerületi felügyelője: Mészáros Tamás
Egyházmegyéi: Fejér-Komáromi Egyházmegye, Győr-Mosoni Egyházmegye, Somogy-Zalai Egyházmegye, Soproni Egyházmegye, Vasi Egyházmegye, Veszprémi Egyházmegye
Egyházközségek száma: 107
A Nyugati kerületben csekély a szlovák közösségek létszáma, csak Fejér-Komáromban találhatóak.

### Az országos egyház

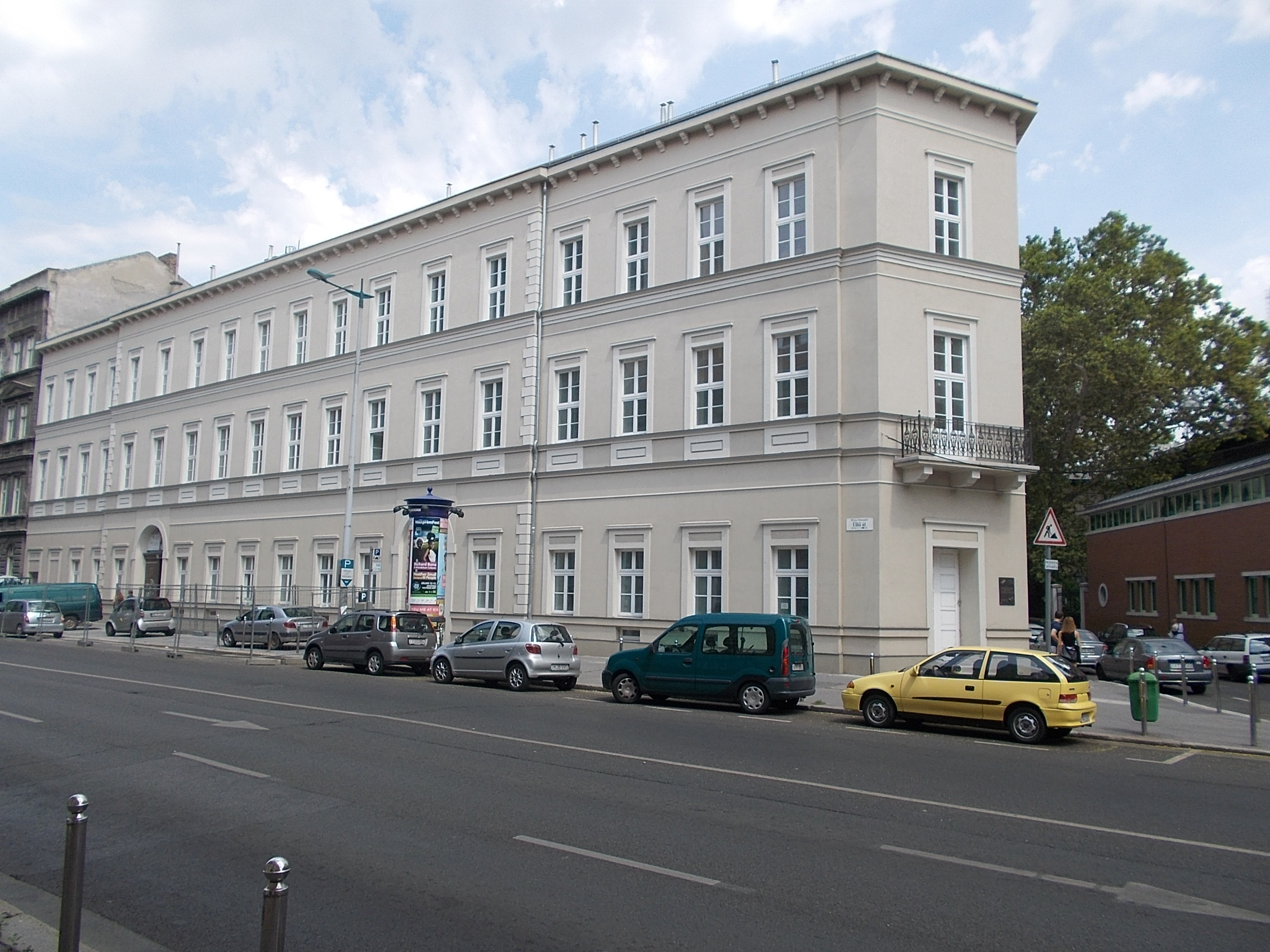
Az egyház adminisztratív központja Budapesten

Az országos egyház élén a püspökök közül választott elnök-püspök (jelenleg Szemerei János), az országos felügyelő (jelenleg Prőhle Gergely), a héttagú országos elnökség, a tizenhárom szavazati jogú tagból álló országos presbitérium és a zsinat áll. A zsinat évi négy napot ülésezik. A zsinat vezetői: Abaffy Zoltán nemlelkészi elnök, Hafenscher Károly lelkészi elnök. A legfontosabb adminisztratív feladatokat ellátó országos egyházi iroda Budapesten, az Üllői út 24. szám alatt működik.

## Hitelvei

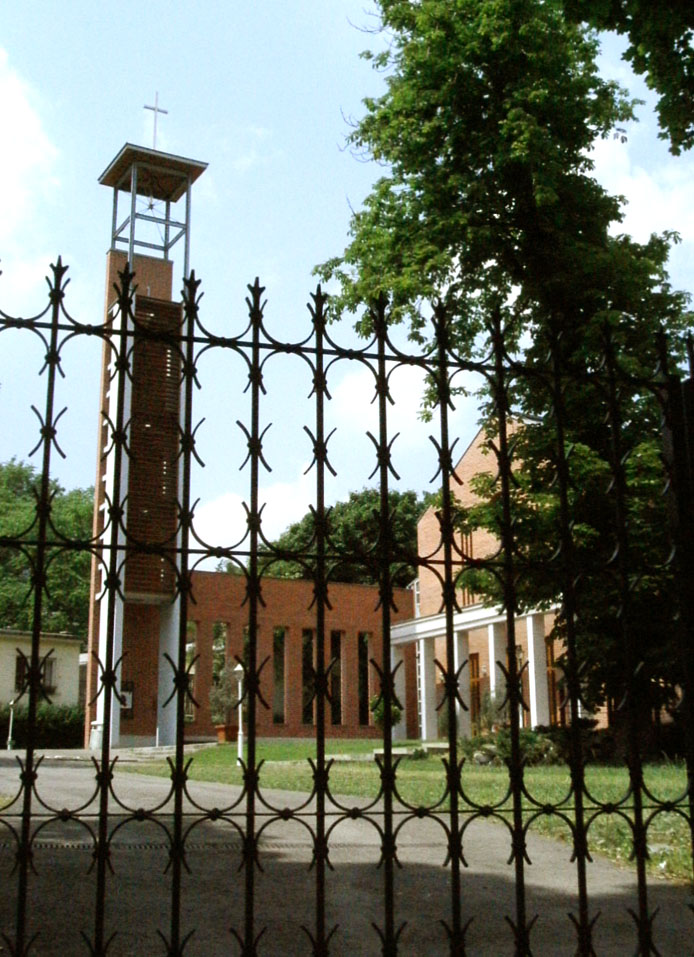
Modern evangélikus templom, Budapest XII. kerület, Kékgolyó utca

Az evangélikus egyház tanításának mértéke elsősorban a Szentírás. Másodsorban pedig tíz hitvallási irat, melyek együtt alkotják a Konkordia Könyvet. Ezek a hitvallási iratok a következők:
- Apostoli hitvallás
- Nikaia–konstantinápolyi hitvallás
- Athanasios-i hitvallás
- Ágostai hitvallás
- Az Ágostai Hitvallás apológiája
- Luther Márton Kis kátéja
- Luther Márton Nagy kátéja
- Luther Márton Schmalkaldeni cikkei
- Philipp Melanchthon: Értekezés a pápa hatalmáról és elsőségéről
- Egyességi irat (Formula concordiae)

## Mindennapi élete
Az evangélikus egyház mindennapi életét elsősorban a Biblia határozza meg, melynek általában a Protestáns Biblia Tanács által 1990-ben megjelentetett magyar fordítását használják. Sok evangélikus a németországi herrnhuti gyülekezet által évente összeállított, számos nyelvre, köztük magyarra is lefordított Útmutató – A Biblia rendszeres olvasásához című kiadványa alapján naponta forgatja a Szentírást. A gyülekezeti életet és az egyéni kegyességet is nagyban szolgálja énekeivel, imádságaival az Evangélikus Énekeskönyv, amely 1982-ben jelent meg, és azóta tizenöt kiadást ért meg. Az istentiszteleti életnek az 1963-ban majd 1986-ban kiadott Agenda: a Magyarországi Evangélikus Egyház lelkészei számára valamint a 2007-ben kiadott Evangélikus Istentisztelet – Liturgikus Könyv és a Gyülekezeti Liturgikus Könyv ad keretet. A szervezeti kereteket a Zsinat által elfogadott, A Magyarországi Evangélikus Egyház törvényei, 2006 címen kiadott törvénygyűjtemény szabja meg.
A legfontosabb, rendszeresen megszervezett országos evangélikus rendezvények:
- Szélrózsa Országos Evangélikus Ifjúsági Találkozó (2 évente)[4]
- Országos evangélizáció (évente Budapesten)[5]
- Evangélikus Gimnáziumok Országos Találkozója (2 évente)[6]
- Egyházkerületi missziói nap (évente, egy időben három helyszínen)[7]
- Országos Presbiteri Találkozó[8]
- Országos Evangélikus Találkozó (korábban 2-3 évente)[9]
- Nyári gyermek-, ifjúsági és fogyatékkal élők számára szervezett táborok és konferenciák[10][11]

## Lelkészei
Az evangélikus egyház a hívők egyetemes papságának az elvét vallja, ez azt jelenti, hogy minden keresztény Istennek szentelt életet él, és részese az egyház Krisztusról bizonyságot tevő szolgálatának. De az egyház hivatalos szolgálatát, az evangélium nyilvános hirdetését és a szentségek kiszolgáltatását az erre a feladatra felkészített és ezzel megbízott lelkészek végzik. A protestáns egyházak – így az evangélikus egyház is – ezt a hivatást az apostoli szolgálat folytatásának tekintik, és a lelkészeket nem tartják egy külön, magasabb papi rend tagjainak. Az evangélikus lelkészek legfontosabb kötelességei: Isten igéjének hirdetése, a szentségek kiszolgáltatása, imádság, a hívek pásztorolása, a lelkigondozás szolgálata, a bűnökből való feloldozás, a fiatalok és idősek tanítása, a szeretetszolgálat szervezése, önmaga továbbképzése, a házasság egyházi megáldása, az egyházi temetések végzése.

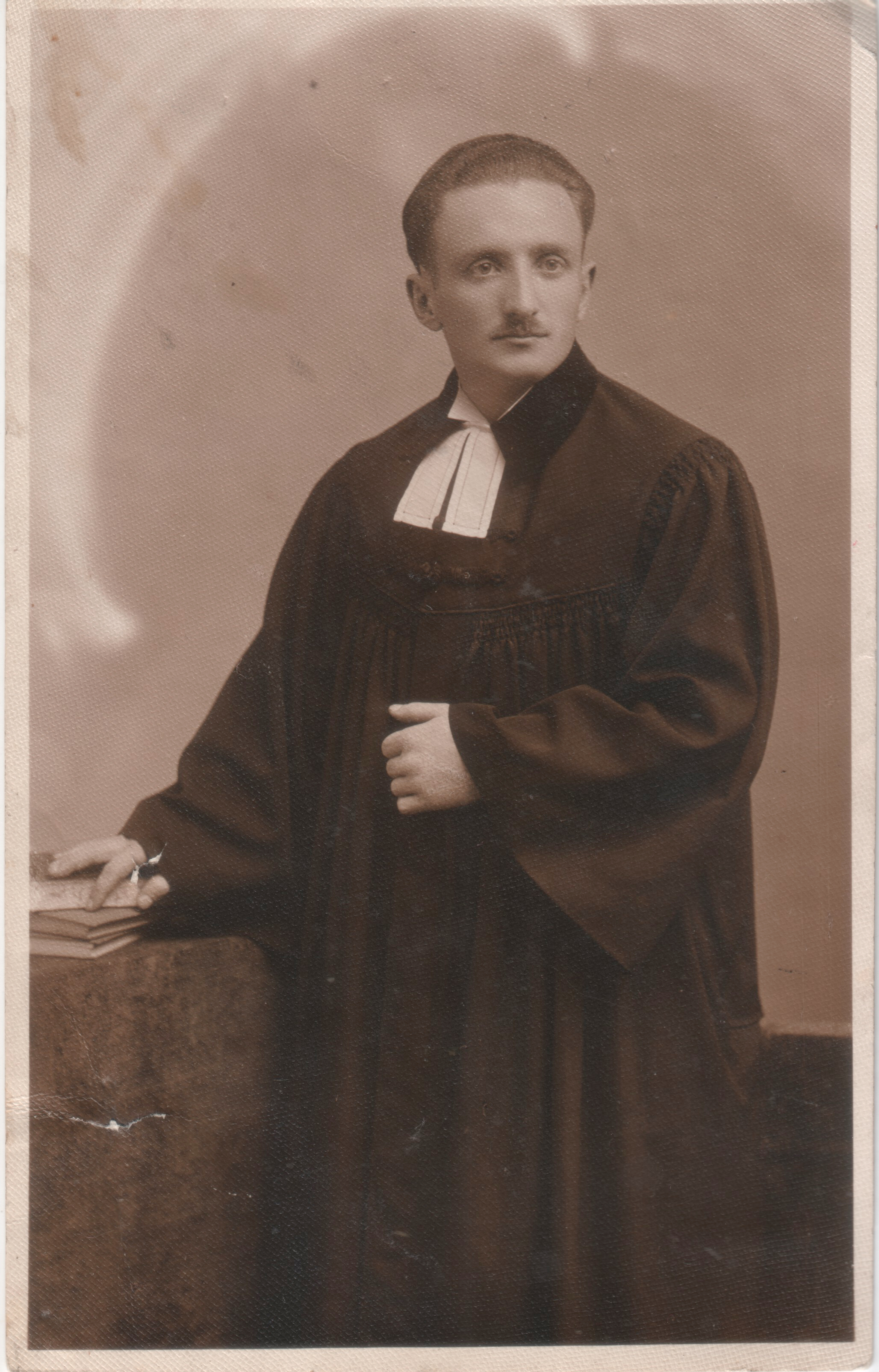
Remete László evangélikus lelkész 1936 körül. Az evangélikus lelkészek liturgikus öltözete az ún. Luther-kabát (fekete talár fehér táblácskákkal, melyek a mózesi kőtáblákra emlékeztetnek).

A Magyarországi Evangélikus Egyházban nők és férfiak egyaránt szolgálnak lelkészként, és a lelkészek házasságban élhetnek. Liturgikus öltözetük a Luther-kabát (fekete talár fehér táblácskákkal, melyek a mózesi kőtáblákra emlékeztetnek) vagy az alba, illetve a szlovák liturgikus kiegészítő, a Luther kabáton hordott fehér "kámzsa", valamint (nem kötelező jelleggel) a liturgikus színű stóla – a püspökök a Luther-kabáton keresztet is hordanak. Többségük a területi elv szerint szerveződő egyházközségekben lelkészkedik, de mellettük szolgálnak az egyházban iskolalelkészek, tábori lelkészek, kórházlelkészek és börtönlelkészek is, valamint az Evangélikus Hittudományi Egyetem professzorai is felszentelt lelkészek.
A lelkészi hivatásra készülők a budapesti Evangélikus Hittudományi Egyetem 6 éves képzésén (5 éves elméleti tanulmányok, 1 éves gyülekezeti gyakorlat) szerezhetnek egyetemi szintű teológus-lelkész szakos diplomát. Ezt követően a jelölteket egyházkerületük püspöke szenteli lelkésszé. Legalább 2 év beosztott lelkészi szolgálat után parókusi alkalmassági vizsgát tehetnek, amit követően önállóan végezhetik lelkészi szolgálatukat, és bármely gyülekezet megválaszthatja lelkészének. Nyugdíjkorhatáruk 65 év, de lelkészi jellegüket a nyugdíjba vonulással sem veszítik el.
A lelkészek egyházmegyénként lelkészi munkaközösségeket alkotnak, amelyek általában havonta egy összejövetelt tartanak. A lelkészi szolgálattal kapcsolatos esetleges vitás kérdésekről a lelkészi becsületszék dönthet.

## Templomai

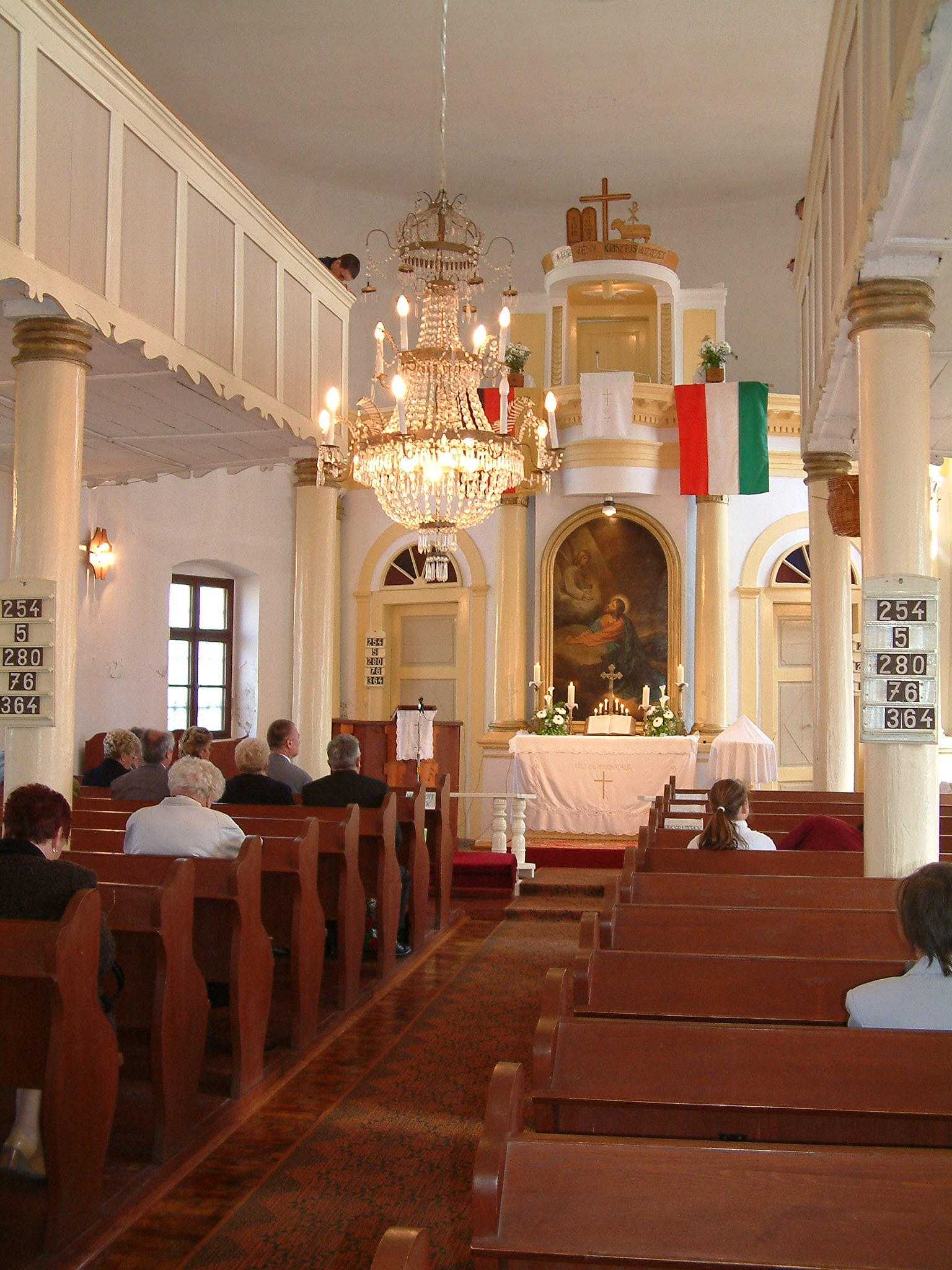
Evangélikus templombelső – Iharosberény

A magyarországi evangélikus templomokról első ránézésre látszik, hogy egyszerűbbnek, mint a katolikus templomok, de díszesebbek, mint a reformátusok. Az evangélikus egyházban nincs teológiai akadálya annak, hogy képek, szobrok, festett üvegablakok vagy más elemek díszítsék a templombelsőt. De ezek nem is annyira „kötelező” elemei egy evangélikus templomnak, mint egy katolikusnak. A torony csúcsán általában kereszt, esetleg csillag, kakas vagy kettőskereszt áll. A templomok építése során fontos szempont, hogy lehetőleg az egész gyülekezetet, a településen lakó összes evangélikust egyszerre befogadhassák. Ennek köszönhető, hogy a felekezet általában – magyarországi szórványhelyzetéhez viszonyítva – nagy, mellékhajók nélküli teremtemplomokkal rendelkezik, amikben igyekeztek minél több ülőhelyet kialakítani (általában jóval kisebb a padok közötti-előtti tér, mint a katolikus templomokban), és sokszor több száz ülőhellyel ellátott karzatokat is építettek.
A templombelső elsősorban az ige és a szentségek középpontba állítását tükrözi. Így a leghangsúlyosabb helyeken az – egyetlen – oltár, a szószék és a keresztelőkút áll. Sajátosan evangélikus jelenség a szószék és az oltár összeépítése, melyek így együtt egy egységet alkotnak, az ún. szószékoltárt. A legkorábbi magyarországi szószékoltár a nemeskéri evangélikus templomban található, 1736-ban állították össze.

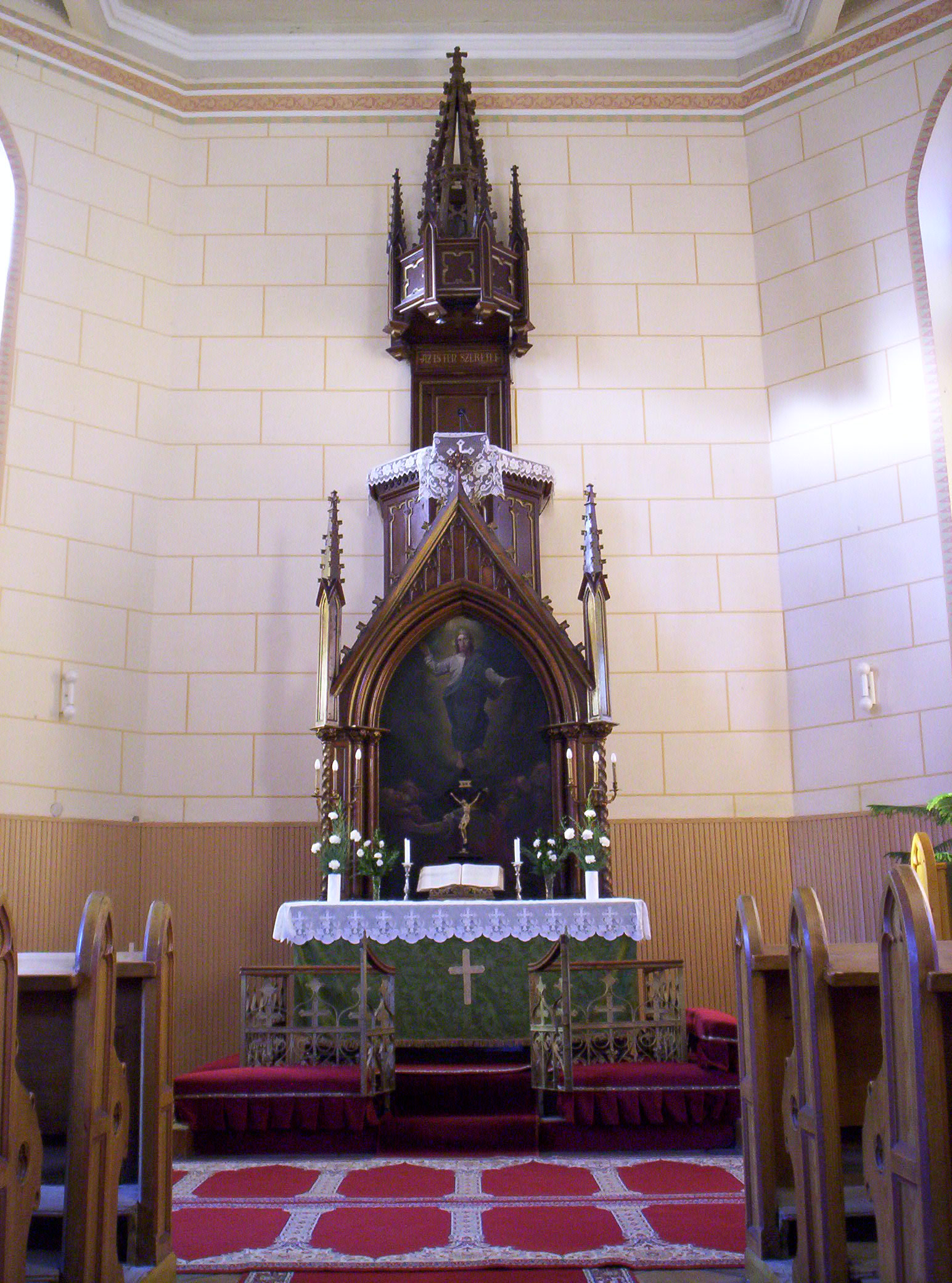
Szószékoltár a pápai evangélikus templomban

A legtöbb oltár leghangsúlyosabb eleme a nagyméretű oltárkép, melynek leggyakoribb témája az utolsó vacsora, Krisztus a kereszten vagy Krisztus imája a Gecsemáné-kertben. Modernebb templomokban az oltárképet sokszor egy nagyméretű, megnyújtott szárú fakereszt helyettesíti. Az oltáron az ünnepi időszaknak megfelelő színű oltárterítő, feszület, nyitott Biblia, gyertyák és virágos vázák állnak. Az oltárt gyakran térdeplőzsámolyok veszik körül, mert az evangélikus kegyesség szerint a gyülekezet általában térdelve veszi magához az úrvacsora szentségét. Sokszor a szószéken és a keresztelőkúton is liturgikus színű terítő látható. Az istentiszteleti éneklés fontos szerepére mutatnak rá a nagy orgonák és a sok énekszámot jelző tábla.
Mivel a 16. század közepén Magyarország népességének többsége a lutheri irányzat hívévé vált, így ekkor általában az evangélikus gyülekezetek használták a – főleg a 13-15. században épült – települési templomokat.

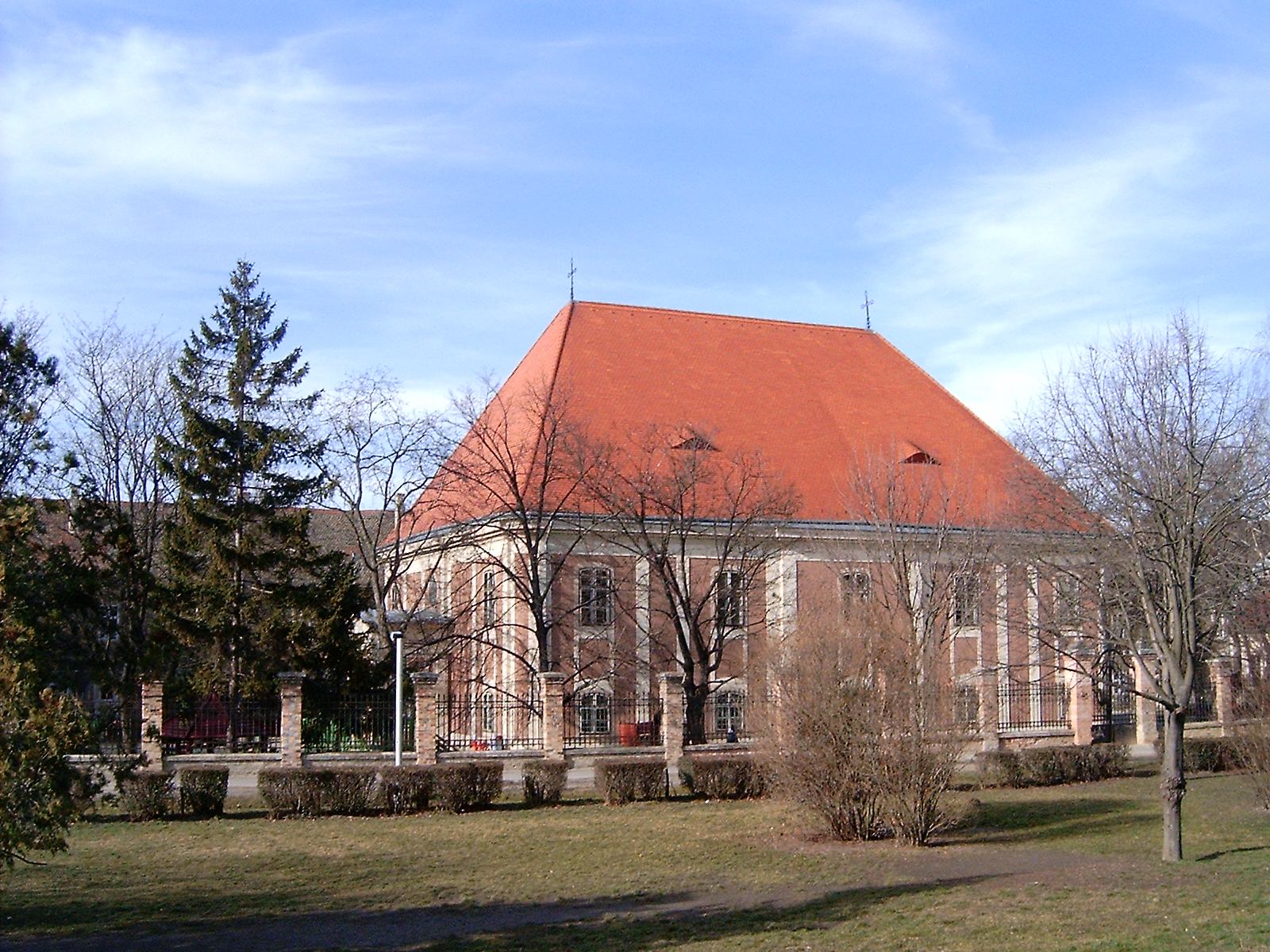
A győri Öregtemplom

A 17. század során ezeknek a templomoknak a nagy részét – a becslések szerint nagyjából 800 templomot – elvették a felekezettől, sokszor olyan településeken is, ahol a többség evangélikus maradt. Ezt követően nagyon kevés templom maradt az evangélikus egyház tulajdonában, elsősorban az artikuláris helyeken, a szabad királyi városokban és a végvárakban. Az elvett templomok pótlására csak II. József 1781-es türelmi rendelete révén nyílt lehetőség. Így sok mai evangélikus templom a 18. század végén épült, sokuk először torony nélkül, udvarban, magtár-formájúra. A legnagyobb, ekkoriban épült templomok: a győri öregtemplom, a soproni, kőszegi, orosházi és a pozsonyi evangélikus templomok.

## Intézményei és szervezetei
Az egyház és gyülekezetei számos oktatási intézményt működtetnek. Köztük csak egy felsőoktatási intézmény található: az Evangélikus Hittudományi Egyetem Budapesten, ahol teológus-lelkész, hittanár, katekéta-lelkipásztori munkatárs és kántor szakon folyik képzés. Emellett országszerte 13 evangélikus középiskola, 8 kollégium, 11 általános iskola, 22 óvoda, Fóton egy Kántorképző Intézet és Szarvason egy népfőiskola működik.
Lásd bővebben: Magyarországi evangélikus oktatási intézmények listája
Magyarországon 36 evangélikus diakóniai intézmény működik, melyek között van idősotthon, fogyatékkal élők otthona, gondozó és rehabilitációs intézmény és hajléktalanellátó szolgálat is.
Az egyház 7 konferencia- és missziói központot valamint üdülőt tart fenn Balassagyarmaton, Balatonszárszón, Gyenesdiáson, Piliscsabán, Révfülöpön, Sopronban és Szarvason.
Az egyház kiadványait a Luther Kiadó (korábbi neve: Magyarországi Evangélikus Egyház Sajtóosztálya) jelenteti meg.

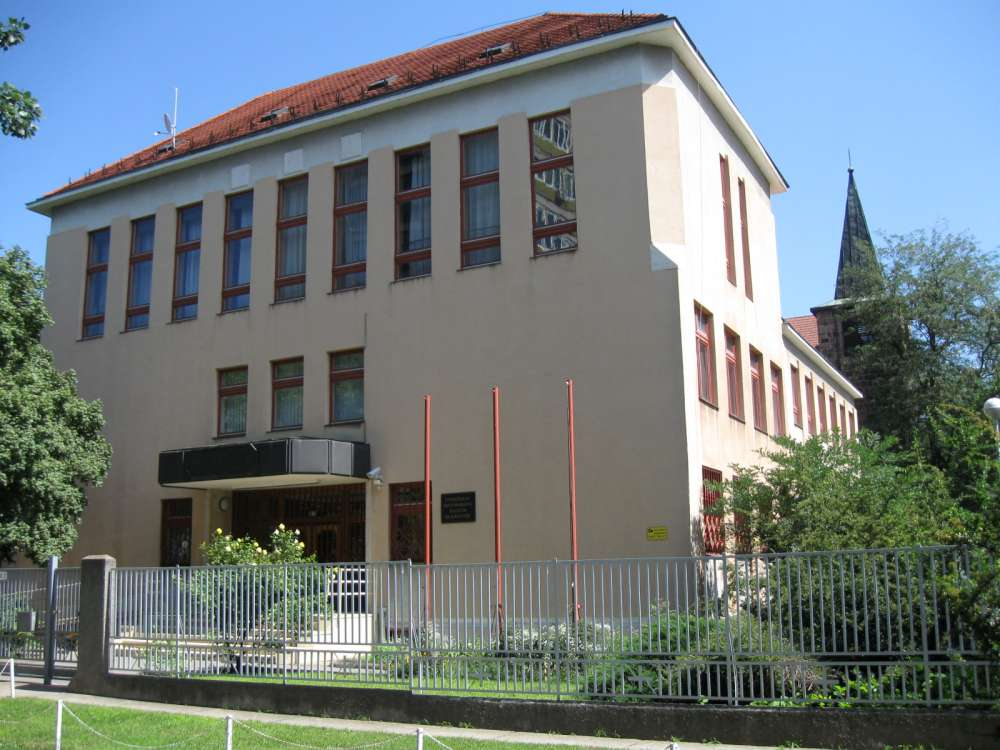
Az Evangélikus Hittudományi Egyetem épülete Budapest XIV. kerületében

2008 óta az egyházon belül önálló szervezet az Evangélikus Országos Gyűjtemények. Ennek a keretében működik az Evangélikus Országos Levéltár és még 5 gyülekezeti levéltár, az Evangélikus Országos Múzeum és az Evangélikus Országos Könyvtár.
A legfontosabb magyarországi evangélikus szervezetek, egyesületek:
- Magyarországi Luther Szövetség
- Fébé Evangélikus Diakonissza Egyesület
- Magyarországi Evangélikus Ifjúsági Szövetség
- Magyar Evangélikus Kultúra Alapítvány
- Evangélikusok Közössége az Evangéliumért
- Ordass Lajos Baráti Kör
- Evangélikus Belmissziói Baráti Egyesület
- Evangélikus Külmissziói Egyesület
- Szőlőtő Alapítvány

## Médiamunka
Az egyház hivatalos honlapja az interneten: www.evangelikus.hu – napi frissítésű hírportál
A legfontosabb magyarországi evangélikus sajtóorgánumok:
- Evangélikus Élet – kéthetente megjelenő országos magazin
- Evangélikus Hírlevél – hetente megjelenő e-mailes lista
- Evangélikus Közlöny – az egyház hivatalos lapja
- Híd – negyedévente megjelenő magazin
- Dunántúli Harangszó – a Nyugati (Dunántúli) Egyházkerület lapja
- Lelkipásztor – havonta megjelenő lelkészi szakfolyóirat
- Credo – értelmiségi folyóirat
- Evangélikus Iskola – oktatási folyóirat
- Evangélikus naptár – évente megjelenő kalendárium
- Kötőszó – evangélikus egyházi blog

Rádió- és tévéműsorok:
- Kossuth Rádió – Erős vár a mi Istenünk, vallási félóra. Adás: minden második hétfő 13.30 – 14.00
- M1 – Evangélikus vallási műsorok: Evangélikus Magazin, Evangélikus Ifjúsági Műsor, evangélikus istentiszteletek közvetítése, evangélikus templomok bemutatása, Hajnali gondolatok – reggeli áhítatok.
- Duna Televízió – Isten kezében – vallási magazin (protestáns)

## Ökumenikus és határon túli kapcsolatok
A Magyarországi Evangélikus Egyház a következő fontosabb ökumenikus, nemzetközi vagy határon túli szervezetek munkájában vesz részt:
- Evangélikus Világszövetség
- Magyar Evangélikus Konferencia
- Egyházak Világtanácsa
- Európai Egyházak Konferenciája
- Magyarországi Egyházak Ökumenikus Tanácsa
- Magyar Bibliatársulat
- Magyar Ökumenikus Segélyszervezet
- Protestáns Tábori Püspökség
- Magyarországi Keresztyén Ifjúsági Egyesület

Az egyházat 1992 óta testvéregyházi szerződés köti a Bajorországi Evangélikus Egyházhoz. Ennek keretében számos gyülekezeti, iskolai, diakóniai kapcsolat született, számos találkozóra került és kerül sor, és a magyarországi egyház komoly támogatást is kapott.
Több magyarországi evangélikus egyházközségnek van testvérgyülekezete Németországban, Szlovákiában, Finnországban vagy az erdélyi magyar gyülekezetek között. Élénk a kapcsolat a Romániai Evangélikus-Lutheránus Egyházzal.

### Bibliográfia
- Az ágostai hitvallás, szerz.: Philipp Melanchthon Ford.: Paulik János Bp., 1930, 79 p.
- Az ágostai hitvallás, szerző: Philipp Melanchthon, Budapest, Hornyánszky, 1896
- Nagy Gyula: Az egyház mai tanítása. Evangélikus dogmatika; Magyarországi Evangélikus Egyház Sajtóosztály, Bp., 2000– ISBN 963-7470-59-X
- Fabiny Tibor: A Magyarországi Evangélikus Egyház rövid története; Evangélikus Sajtóosztály, Bp., 1997, 94 p.